# Schnurlaufring

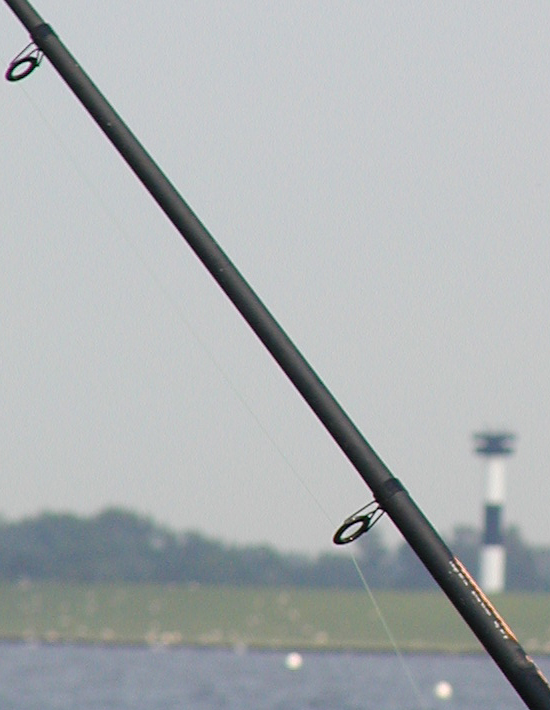
Schnurlaufringe

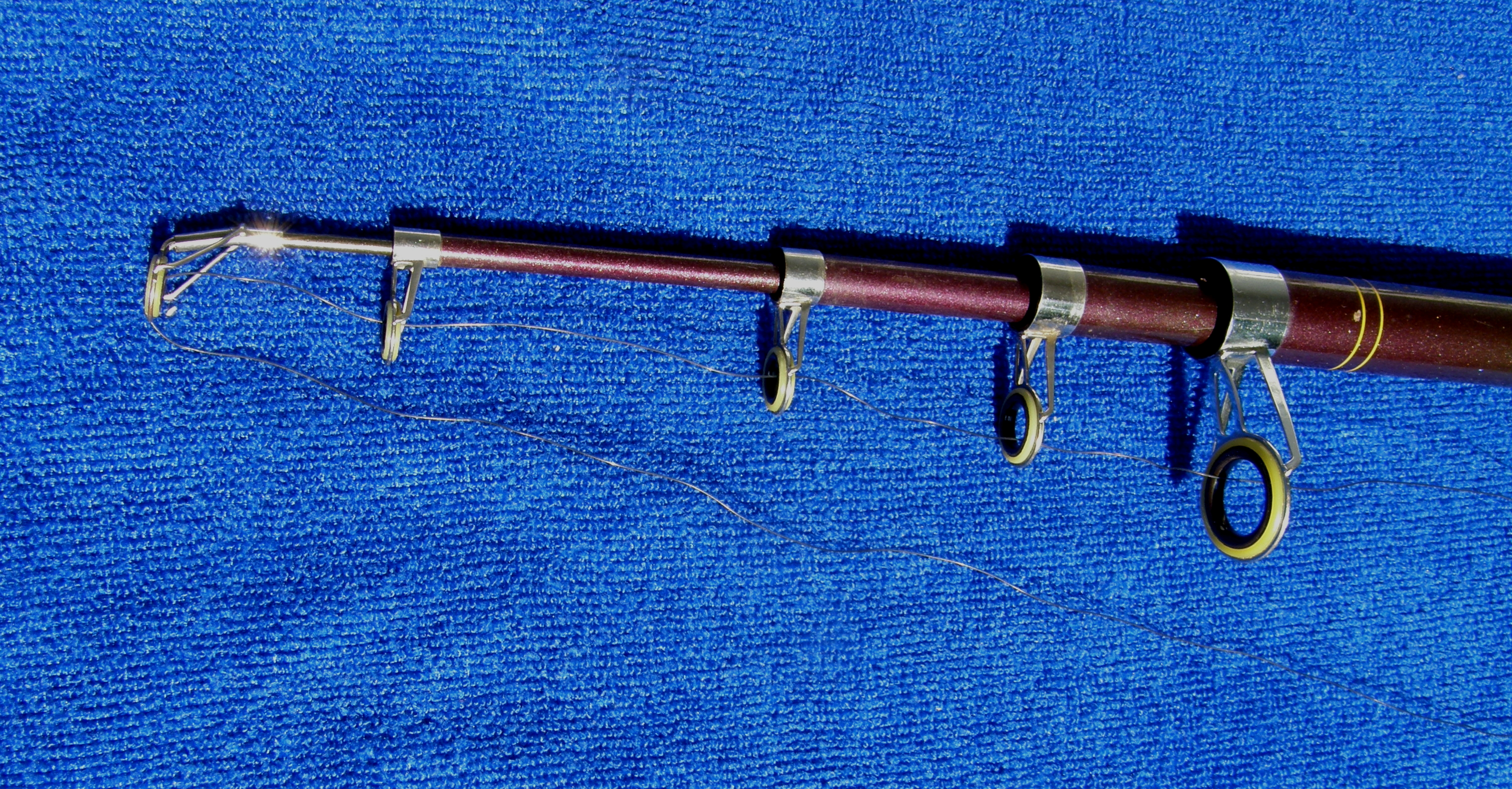
Fünf Schnurlaufringe mit SiC-Einlagen bei einer Teleskoprute

Als Schnurlaufringe werden Metallringe an einer Angelrute bezeichnet, durch die die Angelschnur läuft.
Die Ringe haben Einlagen, die eine übermäßige Abnutzung der Ringe durch Reibung verhindern sollen. Die Einlagen bestehen meistens aus Siliciumcarbid (SiC), das eine sehr hohe Festigkeit aufweist.